# Stanica Ługańska
Stanica Ługańska (ukr. Станиця Луганська, Stanycia Łuhanśka) – osiedle typu miejskiego na Ukrainie, w obwodzie ługańskim, na lewym brzegu Dońca, siedziba władz rejonu stanickiego.

## Historia
Miejscowość została założona w 1688 roku. W latach 1923–2007 nosiła nazwę Stanyczno-Łuhanśke.
W 1938 roku otrzymała status osiedla typu miejskiego.
W 1989 liczyło 16 168 mieszkańców.
W 2013 liczyło 13 734 mieszkańców.